# Nakamura-za

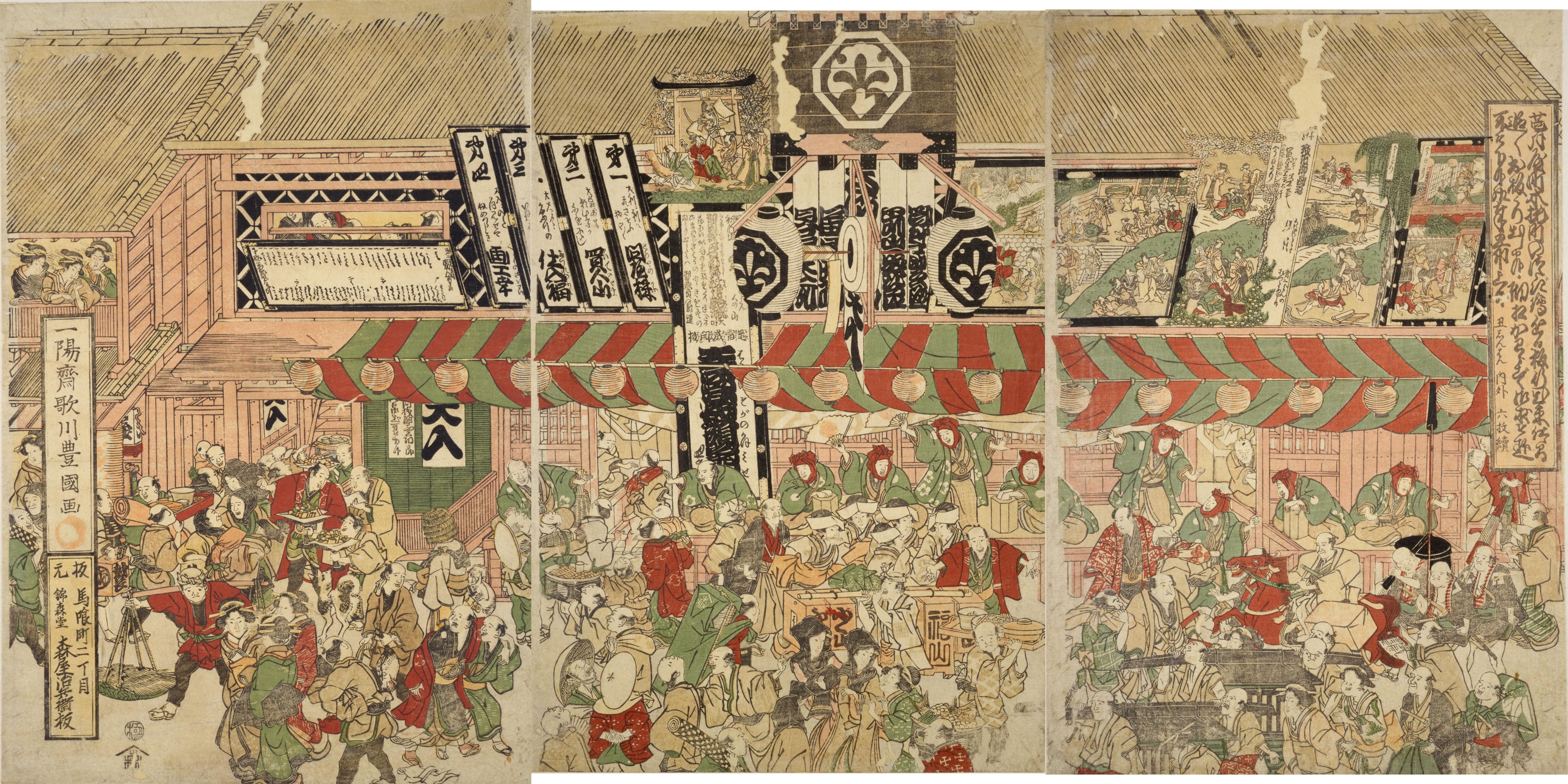
Nakamura-za, stampa di Utagawa Toyokuni, 1817

Nakamura-za (中村座), chiamato anche Saruwaka-za (猿若座), Miyako-za (都座), Torigoe-za (鳥越座), è stato il primo teatro permanente della città di Edo. Fondato nel 1624, e completamente o solo in parte danneggiato dagli innumerevoli incendi avvenuti nel corso della sua storia, dopo l'incendio del 1893 che lo ridusse in cenere, non venne più ricostruito.

## Storia

### XVII secolo
Originariamente chiamato Saruwaka-za (猿若座), fu fondato nel 1624 nel distretto di Nakahashi (l'attuale Nihonbashi) da Kanzaburo Saruwaka (Nakamura Kanzaburo I), uno dei fondatori dell'Edo kabuki, capostipite della famiglia di attori Nakamura Kanzaburō (中村勘三郎?) che gestì per generazioni il teatro.
Fu il primo teatro permanente della città; aprì dopo aver ottenuto dallo shogunato una licenza per mettere in scena spettacoli teatrali. Altre compagnie, dette miyaji-shibai, si esibivano su palcoscenici temporanei nei recinti dei templi e dei santuari, o conducevano le loro rappresentazioni senza l'autorizzazione del governo.
Pochi anni dopo, nel 1632, sempre per disposizione dell'autorità, il teatro venne spostato a Negi-chō, e successivamente, nel 1651, quando riaprì dopo aver subito un incendio, venne ricostruito nella parte superiore di Sakai-chō.
Nel 1657 un altro grande incendio, soprannominato Furisode Kaji (incendio del furisode 振袖火事, lett. "maniche svolazzanti", perché si ritenne generato accidentalmente dalla manica di un kimono), si propagò in tutta Edo, compresi i teatri; la devastazione provocò oltre 100.000 vittime. Dei trenta teatri allora esistenti, solo diciannove, tra cui Saruwaka-za, ottennero l'autorizzazione per essere ricostruiti: quattro grandi e otto piccoli teatri, cinque teatri bunraku e due teatri in cui ballavano i bambini.

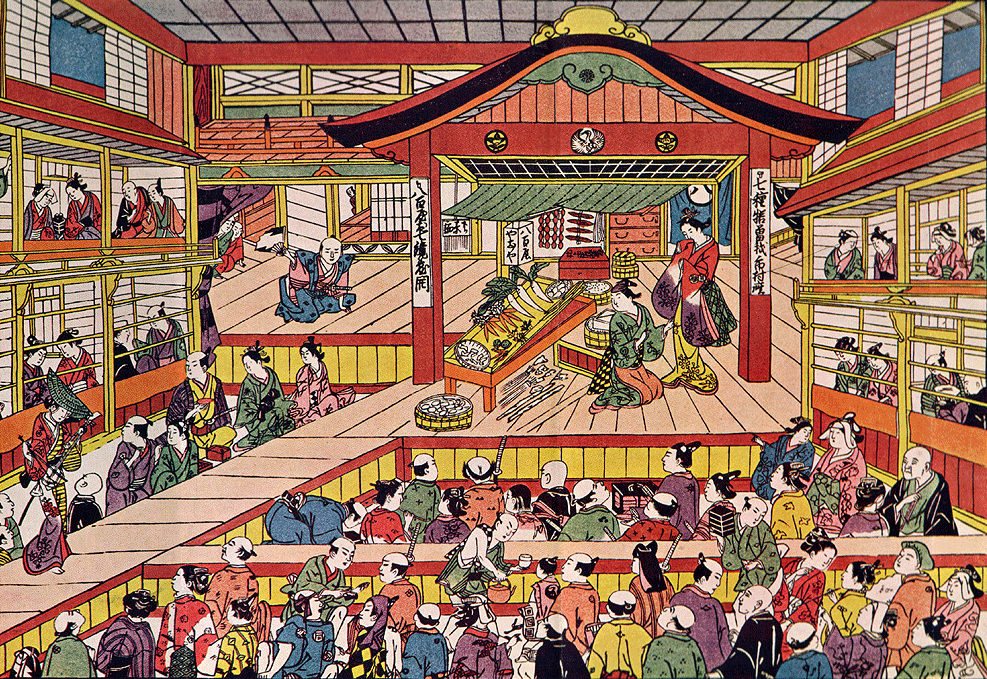
Shibai Ukie di Masanobu Okumura, ritrae il teatro kabuki Ichimura-za

Nel 1660 fu concessa la licenza al teatro Morita-za, che con il Nakamura-za, l'Ichimura-za, aperto nel 1634 e il Yamamura-za avviato nel 1642, fece parte del gruppo dei quattro principali teatri kabuki di Edo sorti e attivi nel XVII secolo. Con la chiusura dello Yamamura-za nel 1714, a seguito dello scandalo che coinvolse una donna dell’aristocrazia militare e un celebre attore, a Edo rimasero aperti solo tre grandi teatri kabuki, chiamati popolarmente i tre teatri Edo (ōshibai), o Edo Sanza, e tali rimasero fino alla Restaurazione Meiji del 1868.
Mentre a Edo il numero dei teatri era in rapida crescita, assecondando il progressivo aumento della popolazione - 150.000 abitanti l'anno di apertura del Nakamura-za, 500.000 sul finire del Seicento - Kyoto conobbe un rallentamento del loro numero, a causa di una sanguinosa lite avvenuta nel 1656 tra un attore kabuki e uno spettatore, che portò il governo a chiudere tutti i teatri della città per tredici anni e a riaprirne solo quattro nel 1669.
Nel corso della sua storia il Nakamura-za ospitò le prime di famose opere kabuki. Nel 1673 Ichikawa Danjūrō I interpretò il guerriero Sakata no Kintoki in Shitennō Osanadachi, ritenuto da alcune fonti il primo spettacolo in cui sarebbero stati sperimentati il trucco kumadori e lo stile di recitazione aragoto; nel 1697 mise in scena per la prima volta la famosa opera Shibaraku.
Nel 1688, all'inizio dell'era Genroku, il Nakamura-za ospitava un pubblico di circa 1500 persone. Fino al 1677 i teatri non possedevano un tetto permanente; solo dal 23 gennaio di quell'anno, il Nakamura-za e l'Ichimura-za ottennero dal governo il permesso di costruirne uno, che tuttavia copriva solo parzialmente lo spazio destinato agli spettatori, permettendo loro di ripararsi in caso di pioggia.
Nel 1672, 1679, 1682, 1683, 1698, il Nakamura-za e altri teatri della città furono colpiti da incendi che li distrussero in parte o completamente.

### XVIII secolo

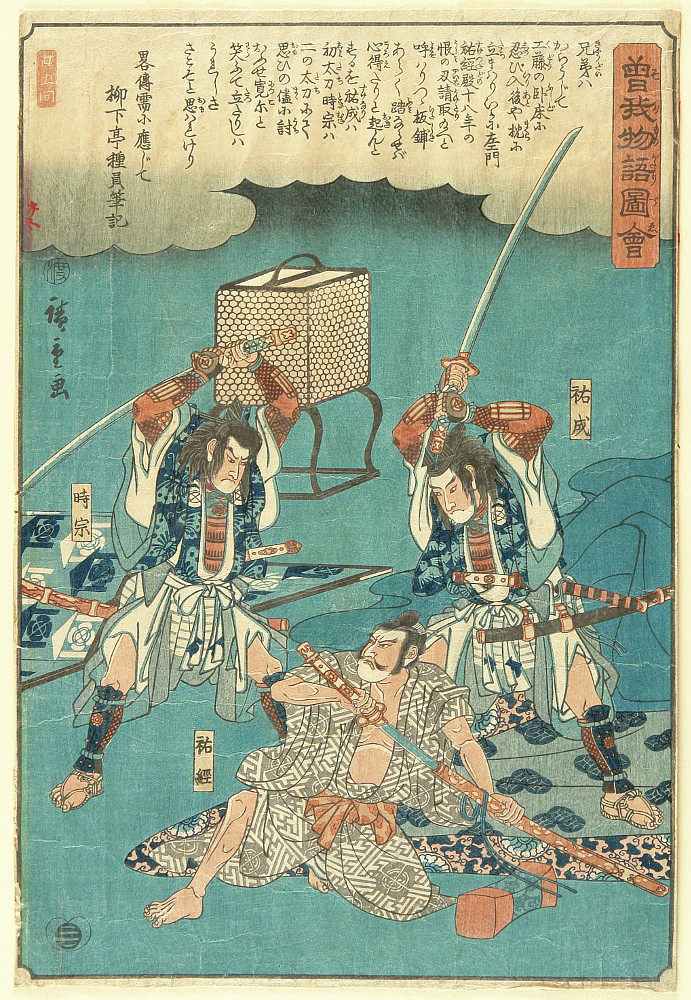
La vendetta dei fratelli Soga, Utagawa Hiroshige

Nel corso del secolo i teatri di Edo subirono ancora numerosissimi altri incendi; il primo di questi, nel 1703, detto Genroku Jishin Kaji ("Terremoto e fuoco di Genroku"), si scatenò dopo un terremoto che colpì l'intera città; nonostante queste innumerevoli distruzioni, il teatro venne sempre ricostruito.
Nel 1709 venne introdotta l'usanza di rappresentare contemporaneamente per il nuovo anno nei quattro principali teatri di Edo un dramma nel quale veniva raccontata la vendetta dei fratelli Soga (Soga-monogatari).
Nel corso dei primi decenni del XVIII secolo il Nakamura-za introdusse diverse innovazioni tecniche: nel 1723 il mon banzuke, il programma che elencava gli attori con i loro stemmi; nel 1727 l'utilizzo del seri dashi, una botola usata per le entrate/uscite degli attori, e la tecnica del cambio costume, hikinuki, che consentiva agli attori la rimozione rapida dell'abbigliamento di scena con un altro sottostante, sperimentata per la prima volta nel 1731. Nel 1765 il teatro utilizzò il kuromisu (sala dei musicisti) sul lato del palco di scena (shimote), nel quale veniva eseguita la musica (geza) che accompagnava lo spettacolo, generalmente durante il passaggio tra un atto e l'altro.
Un anno dopo, nel 1766, venne apportato un cambiamento nella disposizione degli spettatori, che fin dagli albori del teatro kabuki sedevano in spazi differenziati: gli appartenenti alle classi privilegiate, tra cui i samurai che costituivano il nucleo del pubblico kabuki, sedevano in tribune con pavimento rialzato a sinistra e a destra del palco, il resto dei paganti in sottili stuoie di paglia, direttamente a terra, di fronte al palco, in un cortile aperto; le aree aperte vennero ora separate con una corda, poi con divisori di legno, presunto inizio dell'introduzione dei sedili conosciuti come masu.

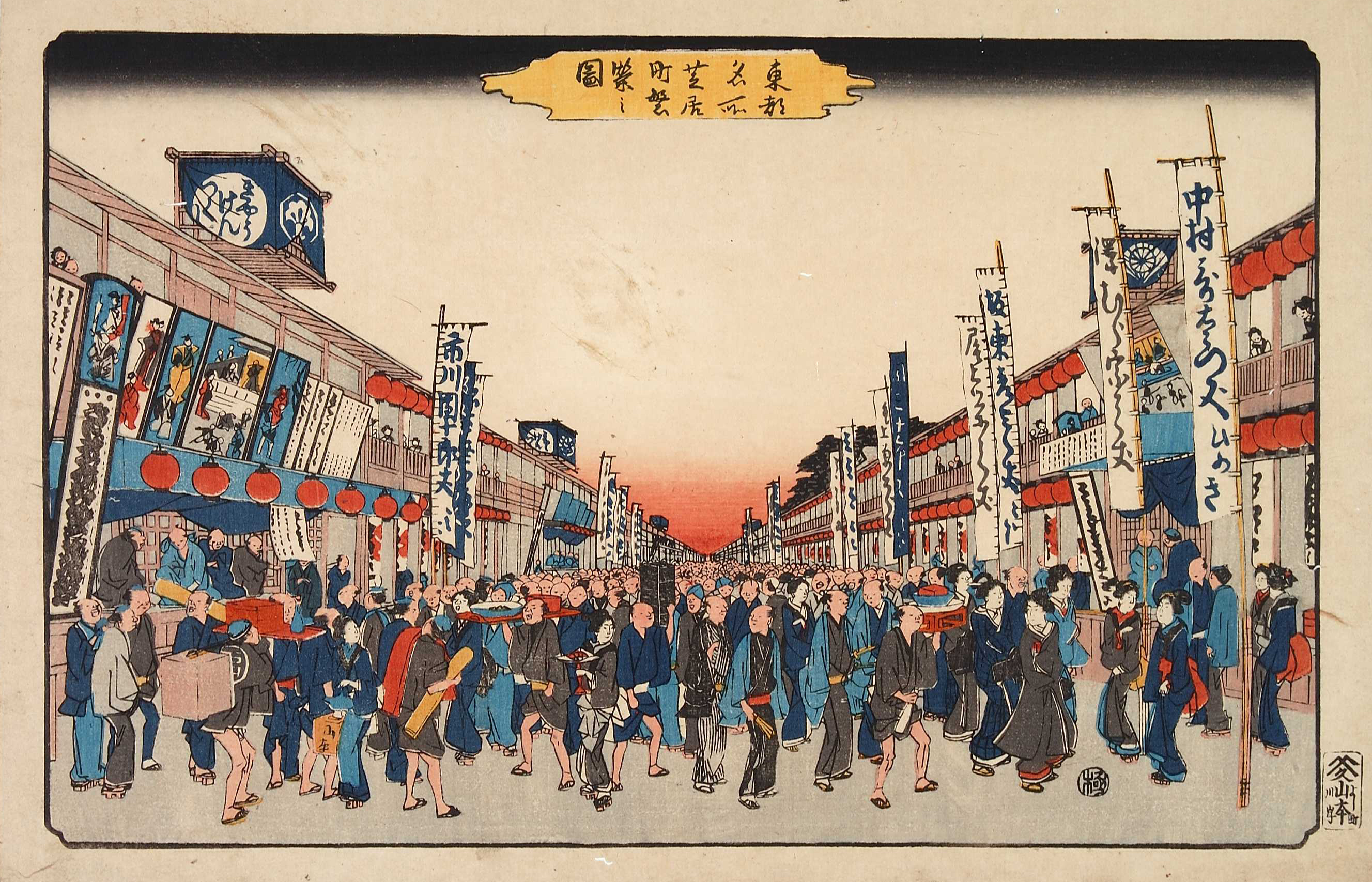
Utagawa Hiroshige, Vista dei teatri kabuki a Saruwaka-cho, affollati di visitatori del teatro, nel giorno di apertura della nuova stagione

Nella prima metà del secolo si svolsero al Nakamura-za diverse prime di importanti spettacoli, come Sonezaki Shinjū (1719) del drammaturgo Chikamatsu Monzaemon, interpretata da Ichikawa Danjūrō II, e le tre opere kabuki più popolari di tutti i tempi: Sugawara Denju Tenarai Kagami, Yoshitsune Senbon Zakura e Kanadehon Chūshingura, andate in scena rispettivamente nel 1747, 1748 e 1749.
Il Nakamura-za, per problemi finanziari, cessò temporaneamente l'attività nel 1793, perdendo la licenza a favore del Miyako-za; riaprì e riacquistò la licenza nel 1797.

### XIX secolo
Quando il quartiere dei teatri di Sakai-chō fu distrutto da un incendio nel 1841, le autorità vietarono la ricostruzione dei teatri distrutti e ne ordinarono il trasferimento nel remoto distretto di Asakusa Saruwaka-chō, alla periferia della città.

Il nuovo insediamento in cui sorsero cinque teatri, di cui tre kabuki, e si trasferirono i loro proprietari e gli attori, venne chiamato Saruwaka-chō in onore di Kanzaburō I; divenne un grande quartiere di intrattenimento che comprendeva negozi e diverse case da tè che fornivano ai visitatori cibo, pernottamento e altri servizi. Dopo la sua fioritura nei primi anni del periodo Meiji, un poco per volta, con il successivo trasferimento dei teatri nel 1872, il quartiere si spopolò fino a scomparire.

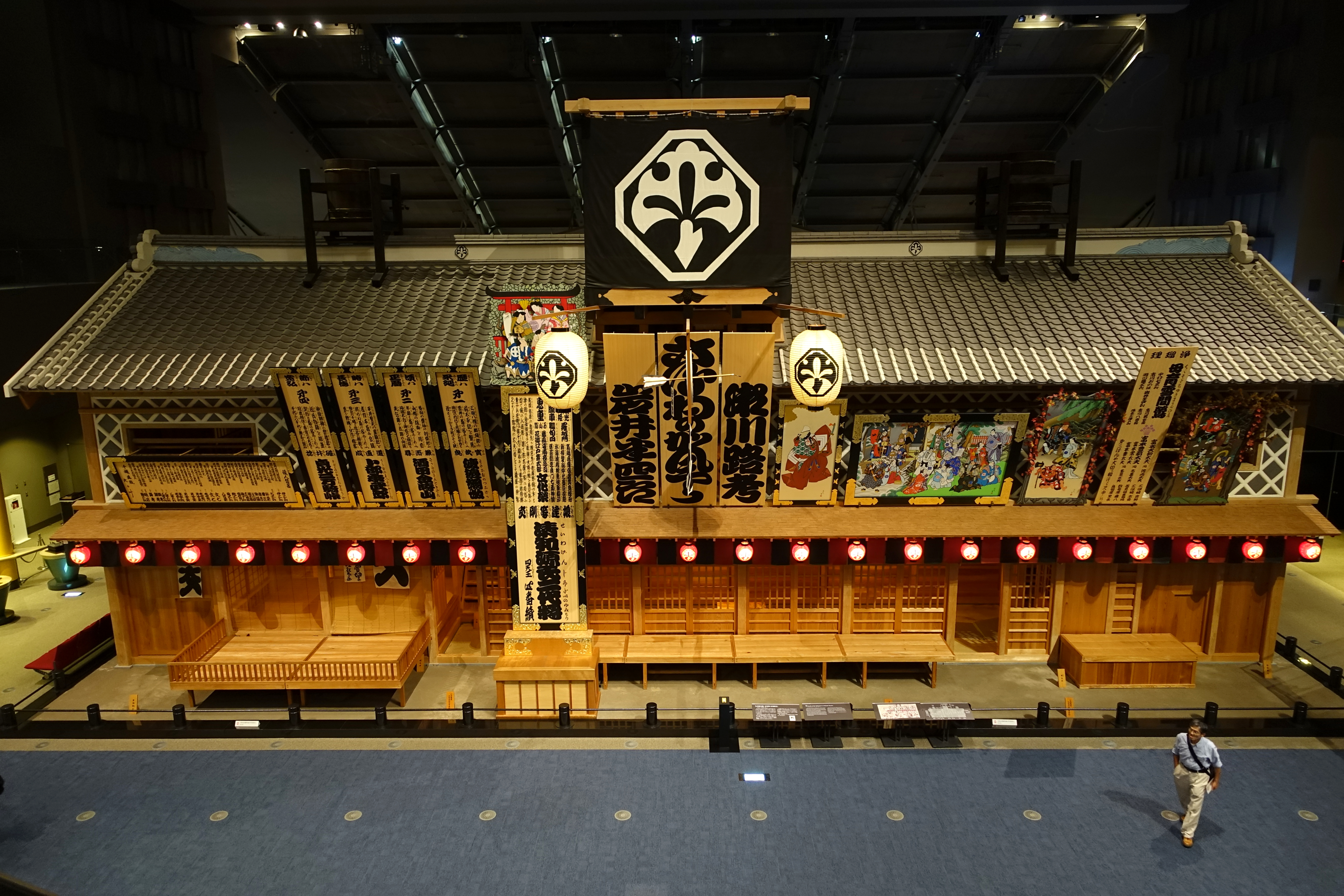
Nakamura-za. Riproduzione della parte anteriore del teatro presso il Museo Edo-Tokyo

Il Nakamura-za venne aperto in questa nuova zona nel 1842, ricostruito sul sito del precedente palazzo Shimo yashiki (下屋敷 "Residenza bassa") dei signori del clan Koide di Sonobe-han. In quello stesso anno, l'attore kabuki Ichikawa Danjūrō VII, che si esibiva al Nakamura-za e all'Ichimura-za, venne punito per aver usato una vera armatura sul palco; la sua sontuosa villa venne distrutta e fu bandito da Edo. Un anno dopo, nel 1843, Nakamura Kanzaburō XII, zamoto di Nakamura-za dal 1829, venne condannato dalle autorità di Edo per aver falsificato i documenti relativi al numero di shibai jaya (sale da tè) presenti nel suo teatro, di cui venne ordinata la chiusura per alcuni mesi.
Nel 1850 Nakamura Kanzaburō XII si ritirò e passò il suo nome al figlio, che divenne il nuovo zamoto del teatro con il nome di Nakamura Kanzaburō XIII; celebrò il suo shūmei al Nakamura-za, esibendosi nelle danze Kadomatsu, Shinbochi Taiko e Saruwaka.
Nel 1875 Kanzaburō non riuscendo più a far fronte al debito accumulato, affidò la gestione del teatro al genero Nakamura Nakazō III, indicato formalmente come il quattordicesimo zamoto di Nakamuraza, che rifiutò di assumere il nome di Kanzaburō. Un anno dopo un grande incendio distrusse il teatro; il nuovo zamoto lo ricostruì e lo ribattezzò Miyako-za, il nome di uno degli hikae yagura del Nakamura-za durante il periodo Edo. Restò tuttavia aperto solo per pochi mesi, da luglio a dicembre 1878, quando nuovamente fallì per i debiti accumulati. Riaprì nel luglio 1879, con zamoto Iwai Kumesaburō IV, il figlio adottivo del cognato di Kanzaburō, Iwai Hanshirō VIII.
Il teatro conobbe un'altra chiusura tra il 1883 e il 1884; nel novembre 1884 venne nuovamente spostato ad Asakusa Nishitorigoe-chō e ribattezzato Saruwaka-za.

Nel gennaio 1885 un nuovo incendio lo ridusse in cenere; fu ricostruito e riaprì nel giugno 1886 con il nome Nakamura-za. Dopo una nuova bancarotta venne chiuso nell'estate 1891 e riaprì nel gennaio 1892 ribattezzato Torigoe-za, dal nome della zona in cui era situato, Shin Torigoe-chō di Asakusa.

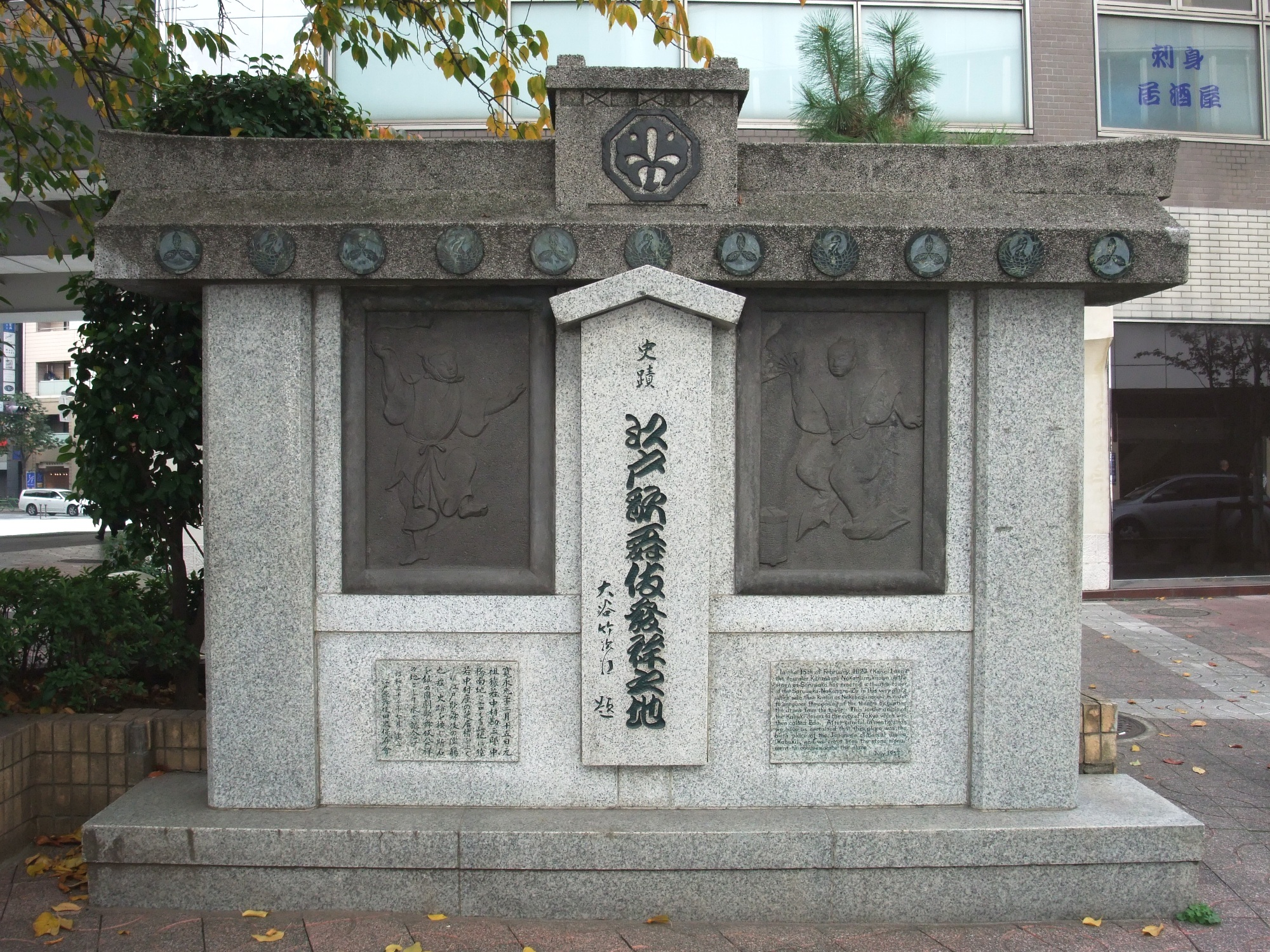
Monumento eretto sul luogo in cui venne fondato il Saruwaka-za (in seguito Nakamura-za), a Chuo, Tokyo

Il 22 gennaio 1893 fu distrutto da un ennesimo incendio e, dopo 269 anni di storia, per problemi economici non fu più ricostruito.

### XX-XXI secolo
Nei pressi della stazione Kyōbashi sulla linea Ginza della metropolitana di Tokyo, nei pressi del grande magazzino Maruzen, si trova un monumento che ricorda il sito originario del Saruwaka-za, "il luogo di nascita di Edo kabuki", con immagini in rilievo di artisti kabuki.
Una riproduzione in scala reale della parte anteriore di Nakamura-za si trova al Museo Edo-Tokyo.
Nel 2000 Nakamura Kanzaburō XVIII (1955-2012) ha fondato Heisei Nakamuraza, uno dei principali gruppi teatrali kabuki del Giappone, che prevede l'allestimento di teatri temporanei all'aperto, sia nella capitale che all'estero, con l'obbiettivo di ricreare l'atmosfera degli antichi teatri, come il vecchio Nakamuraza.

## Denominazioni e simboli
Il nome originario Saruwaka-za venne mantenuto fino al 1651, quando il teatro riaprì, dopo un incendio, nel distretto di Sakai-chô. Lo riassunse dal 1879 al 1885.
Dal 1793 al 1797 e dal 1817 al 1818 venne chiamato Miyako-za (都座)

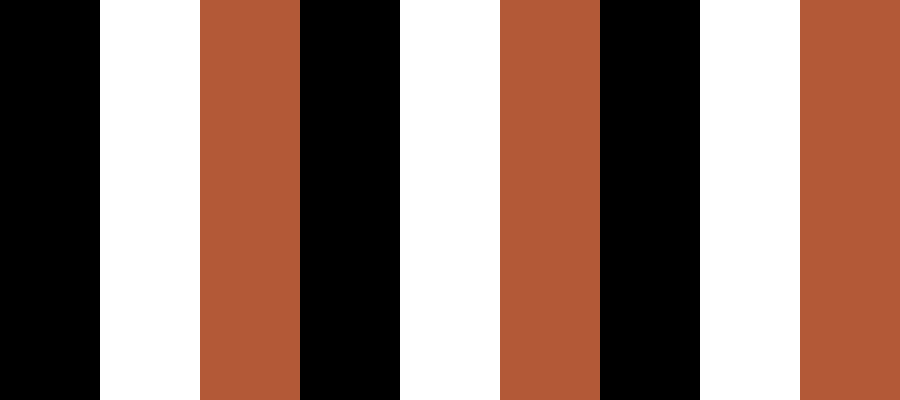
Sipario del Nakamura-za

Nel 1892, un anno prima di essere distrutto da un incendio, il teatro cambiò nuovamente il nome in Torigoe-za (鳥越座)
Il sipario del teatro era composto da bande verticali alternate di colore nero, bianco e ruggine. L'uso del bianco era un colore appositamente consentito dallo shogunato solo al Nakamura-za. Si ritiene che sia stato introdotto come ricompensa ad un servizio reso dallo zamoto del Nakamura-za allo shogun Tokugawa Iemitsu, che donò al Nakamura-za la vela della barca, realizzata con il motivo e i colori dell'attuale sipario kabuki. Verso la fine del Settecento erano generalmente in uso tende di disegno simile ma di colori diversi.
Dal 1670 il Nakamura-za e l'Ichimura-za avevano scelto una gru come mon, ma nel 1690 il governo ne proibì l'ulteriore utilizzo perché la figlia dello Shogun si chiamava Tsuruhime ("principessa della gru"): i mon dei due teatri vennero sostituiti, rispettivamente, con una foglia di ginkgo e con un mandarino.